# Tahla (Taza)
Tahla ou Tahala (em árabe: تاهلة ) é uma cidade do norte de Marrocos, que faz parte da província de Taza e da região de Taza-Al Hoceima-Taounate. Em 2004 tinha 25 655 habitantes e estimava-se que em 2012 tivesse 26 528 habitantes.
Situa-se no sopé das montanhas do Médio Atlas Oriental, a poucos quilómetros dos limites ocidentais do Parque Nacional de Tazekka, 65 km a leste de Fez e 60 km a sudoeste de Taza (distâncias por estrada). É a capital tradicional da tribo berbere dos Beni Warayen. A maior parte dos seus habitantes falam berbere e árabe.
A cidade teve uma grande expansão demográfica a partir da década de 1970. No início do século XX tinha apenas algumas centenas de habitantes. Em 1971 tinha 2 323 habitantes, que cresceram para 10 033 em 1982.